# Suzana Lazović
Suzana Lazović (en serbe : Сузана Лазовић), née le 28 janvier 1992 à Titograd en Yougoslavie (aujourd'hui Podgorica au Monténégro), est une handballeuse monténégrine évoluant au poste de pivot. 
En 2012, après avoir remporté la Ligue des champions, le championnat et la coupe du Monténégro avec son club du ŽRK Budućnost Podgorica, Suzana a conclu sa saison avec une médaille d'argent aux Jeux olympiques de Londres avec la sélection monténégrine emmenée par Bojana Popović, la première et, à ce jour, unique médaille remportée par le Monténégro aux Jeux olympiques.
En 2017, elle est contrainte de mettre un terme à sa carrière à seulement 25 ans à cause d'un problème aux vertèbres cervicales.

## Palmarès

### En équipe nationale
- Jeux olympiques[1]
  -  Médaille d'argent aux Jeux olympiques de 2012 à Londres,  Royaume-Uni
- Championnat d'Europe
  -  Médaille d'or au Championnat d'Europe 2012 en Serbie
- Jeux méditerranéens
  -  Médaille de bronze aux Jeux méditerranéens de 2009 en Italie

### En club
compétitions internationales
- vainqueur de la Ligue des champions en 2012 et 2015
- vainqueur de la Coupe des coupes en 2010

compétitions nationales
- vainqueur du championnat du Monténégro en 2008, 2009, 2010, 2011, 2012, 2013, 2014, 2015 et 2016
- vainqueur de la coupe du Monténégro en 2008, 2009, 2010, 2011, 2012, 2013, 2014 et 2015

### Distinctions personnelles
- Jeune joueuse de l'année au Monténégro (2) : 2008, 2009